# Balaur
Balaur – rodzaj teropoda z grupy Paraves żyjącego w późnej kredzie na terenie Europy. Został opisany w 2010 roku przez Zoltána Csikiego i współpracowników w oparciu o niekompletny szkielet należący do jednego osobnika, obejmujący kręgi tułowiowe, krzyżowe i ogonowe, znaczną część obręczy barkowej i miednicznej oraz kończyn (EME PV.313). Do rodzaju Balaur przypisano także lewą kość ramienną, paliczki lewej dłoni i kości lewego śródręcza, prawdopodobnie należące do jednego osobnika, o około 45% większego od holotypu. Skamieniałości te odkryto w datowanych na mastrycht osadach formacji Sedeş na terenie Basenu Haţeg (holotyp) i formacji Densuş-Ciula w okręgu Alba (okazy przypisywane) w Rumunii.
Balaur, zaliczony przez autorów jego opisu do rodziny dromeozaurów (Dromaeosauridae), zdecydowanie różni się od pozostałych przedstawicieli rodziny. Csiki i współpracownicy wyróżnili blisko dwadzieścia autapomorfii tego taksonu. Wszystkie kości szkieletu osiowego charakteryzują się żłobieniami na zewnętrznej powierzchni. Żłobienia te występują u wszystkich znanych okazów Balaur, co sugeruje, że nie są one efektem diagenezy lub młodego wieku zwierząt. Skostniałe płyty mostkowe są oddzielone, a łopatka i kość krucza – złączone, co jest cechą występującą również u welociraptora, mikroraptora i pneumatoraptora. Kości nadgarstka i trzy kości śródręcza są połączone w carpometacarpus, cechę znaną wcześniej wyłącznie u zaawansowanych alwarezaurów i Avialae oraz przypuszczalnie awimima. Najbardziej nietypową cechą kończyn tylnych jest powiększony pierwszy palec, wśród celurozaurów znany jedynie u terizinozauroidów i zaawansowanych Avialae. Drugi palec stopy był największy i – podobnie jak u innych deinonychozaurów – zakończony zakrzywionym szponem, lecz pierwszy palec niemal dorównywał mu wielkością, a zwierzę mogło go zginać podobnie jak palec drugi.
Według analizy filogenetycznej przeprowadzonej przez Csikiego i współpracowników Balaur jest najbliżej spokrewniony z azjatyckim welociraptorem, co potwierdza hipotezę o wędrówkach zwierząt z Europy do Azji. Innymi przedstawicielami Velociraptorinae w analizie są Deinonychus, Tsaagan i Saurornitholestes. Zdaniem autorów nietypowe cechy balaura są wynikiem jego odizolowania na wyspie – w przeciwieństwie do wielu innych zwierząt mieszkających na wyspach Balaur nie był jednak mały lub prymitywny. Balaur osiągał rozmiary zbliżone do większości dromeozaurów.
Inny rezultat dała natomiast analiza filogenetyczna przeprowadzona przez Godefroita i współpracowników (2013); według tej analizy Balaur był ptakiem (tj. przedstawicielem najmniejszego kladu obejmującego rodzaj Archaeopteryx i grupę Neornithes) siostrzanym do kladu obejmującego wszystkie pozostałe ptaki poza najbardziej bazalnymi rodzajami Archaeopteryx, Xiaotingia, Rahonavis i Shenzhouraptor. Także z późniejszych analiz filogenetycznych przeprowadzonych przez Cau, Broughama i Naisha (2015) wynika przynależność Balaur do ptaków. Z analizy przeprowadzonej w oparciu o zmodyfikowaną macierz danych z analizy Brusatte'go i współpracowników (2014) wynika, że Balaur jest taksonem siostrzanym do rodzaju Sapeornis, natomiast z analizy przeprowadzonej w oparciu o zmodyfikowaną macierz danych z analizy Lee i współpracowników (2014) wynika, że Balaur był taksonem siostrzanym do kladu obejmującego wszystkie pozostałe ptaki poza najbardziej bazalnymi rodzajami Archaeopteryx, Xiaotingia, Rahonavis, Shenzhouraptor i Jixiangornis. Autorzy zaznaczają jednak, że wymuszenie przynależności Balaur do Dromaeosauridae wymaga wydłużenia uzyskanego drzewa filogenetycznego jedynie o trzy stopnie (w wypadku analizy w oparciu o macierz danych z analizy Brusatte'go i współpracowników) lub o dziewięć stopni (w wypadku analizy w oparciu o macierz danych z analizy Lee i współpracowników).
Nazwa rodzajowa Balaur jest archaicznym rumuńskim określeniem smoka, natomiast nazwa gatunkowa gatunku typowego, bondoc, oznacza „tęgi”.